# Chiesa del Preziosissimo Sangue di Nostro Signore Gesù Cristo (Roma, Tor di Quinto)
La chiesa del Preziosissimo Sangue di Nostro Signore Gesù Cristo è un luogo di culto cattolico di Roma, sede dell'omonima parrocchia, nel quartiere Tor di Quinto, in via Flaminia, 732/T.

## Storia

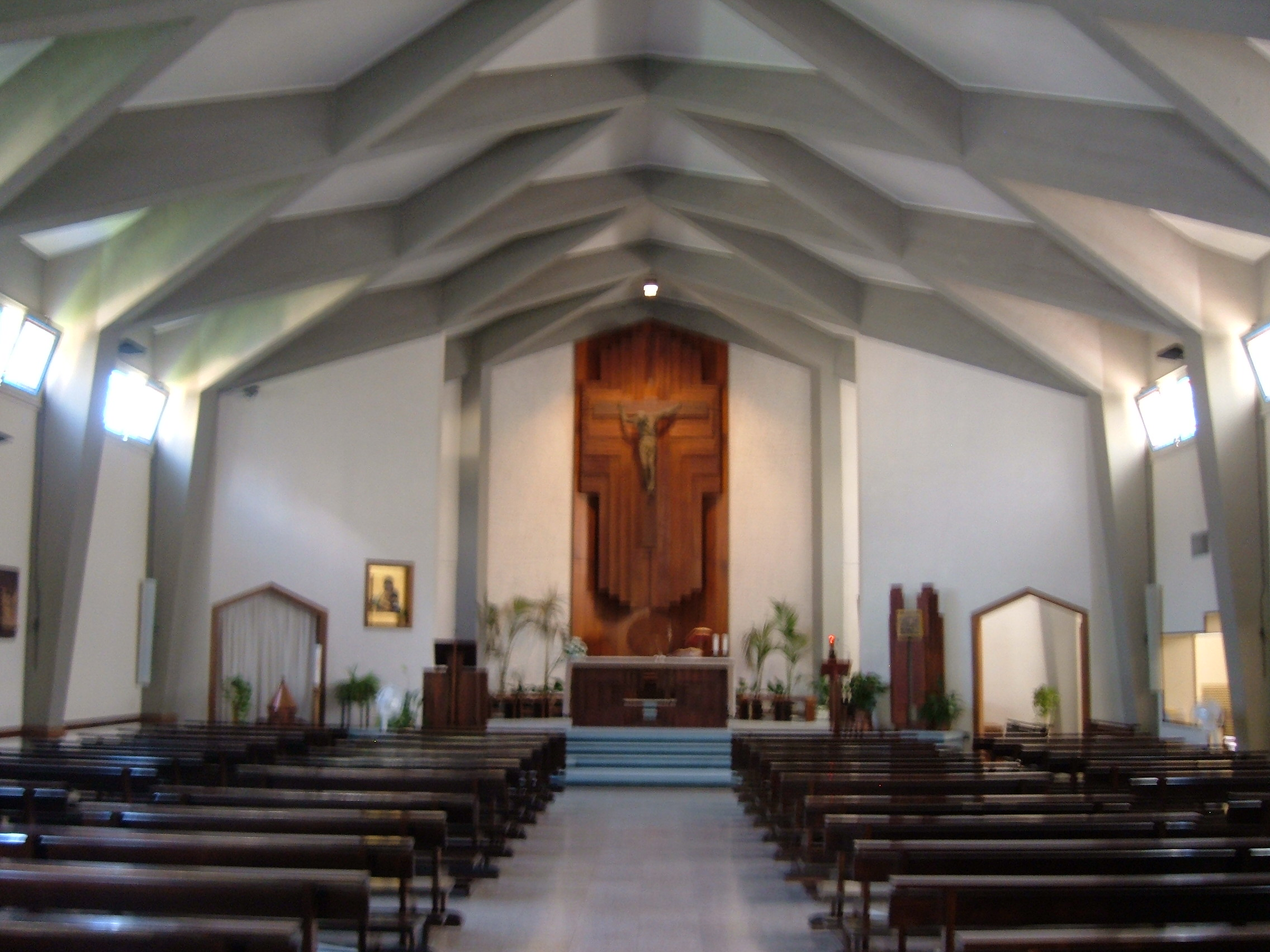
L'interno

La parrocchia fu eretta il 22 ottobre 1957 con il decreto del cardinale vicario Clemente Micara "Etsi antistitem" ed appartiene alla Prefettura XIII. 
La parrocchia ricevette la visita di papa Giovanni Paolo II, che vi celebrò la Santa Messa, il 17 ottobre 1993.